# Chiesa dell'Annunziata (San Giovanni in Fiore)
La chiesa dell'Annunziata è una piccola chiesa di San Giovanni in Fiore realizzata nel 1653.

## Storia
La chiesa deve la propria nascita grazie alla “Confraternita dell'Annunziata”, confraternita composta da muratori, scalpellini e carpentieri. Edificio dalla modestissime dimensione ma di grande pregio storico, poiché in passato era contigua alla chiesa di Santa Maria delle Grazie (San Giovanni in Fiore), creando un complesso monumentale di due chiese differenti per dimensioni fra di loro, simili però nel contesto architettonico. È rimasta aperta fino agli anni '70, e dopo di allora è rimasta quasi sempre chiusa, tranne in occasione del recente restauro del coro ligneo (mai esposto), e in occasione di un'importante fiera provinciale.
Il piccolo edificio sacro è noto anche perché al proprio interno, e più precisamente nel pavimento della chiesa, sono custodite le spoglie di Giuseppe Miller e Francesco Tesei, due patrioti italiani facenti parte del gruppo della spedizione dei Fratelli Bandiera, caduti durante il conflitto a fuoco che si tenne tra il gruppo dei rivoltosi e la guardia urbana di san Giovanni in Fiore.

### Arte e architettura

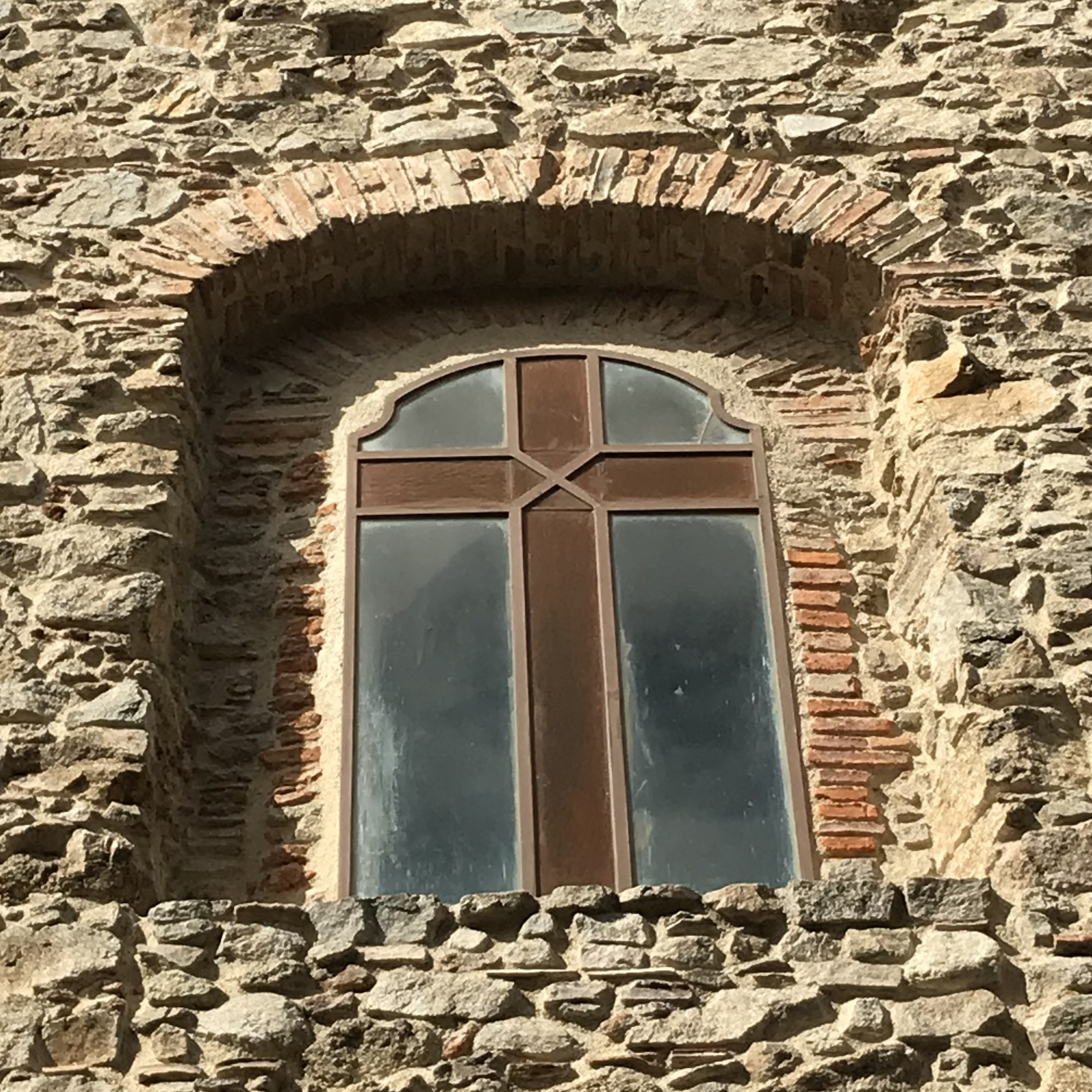
Il finestrone

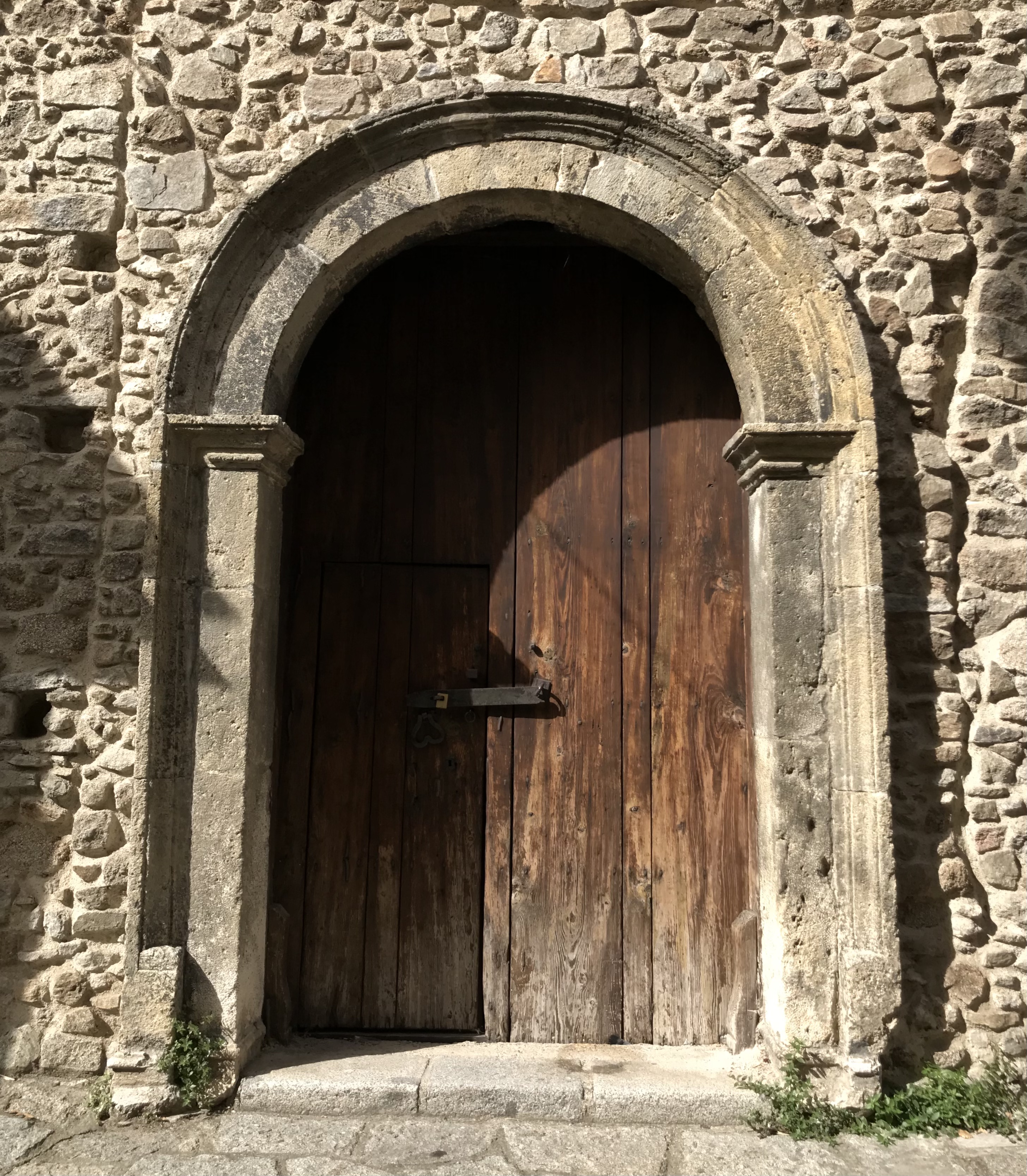
Il portale

Attaccata un tempo alla Chiesa madre di Santa Maria delle Grazie, la piccola chiesa dell'Annunziata fu costruita e modificata seguendo gli stessi stili architettonici di quest'ultima. Non ci sono precise notizie sul perché sia stata eretta realizzando parte dell'abside e fissandolo con il campanile della Chiesa madre. Probabilmente vi era un passaggio comunicante fra le due chiese, che in questo modo apparivano come un complesso monumentale rilevante. Intorno al 1930 fu abbattuta la parete che collegava le due chiese in modo da poter creare un secondo accesso alla piazza antistante la Chiesa madre.
La facciata ripropone il tema seguito per la Chiesa madre. Il portale è ad arco a tutto sesto, con colonne semplici, realizzato con pietra del luogo. Al di sopra del portale vi è un'ampia finestra ad arco ribassato. L'interno è barocco, di modeste dimensioni e con una pavimentazione risalente alla metà del 1800. Vi è un coro ligneo barocco, realizzato nel 1760, intagliato e decorato da artigiani calabresi, e recentemente restaurato. Vi era in passato un'altra opera di rilievo, un gruppo ligneo raffigurante l'annunciazione a Maria Vergine, ma nel 1970, fu trasferito nella vicina Chiesa madre. Anche il campanile richiama lo stile architettonico della Chiesa madre, ed è considerato uno dei migliori esempi meglio conservate, degli artigiani scalpellini del luogo.

### I restauri e la chiusura

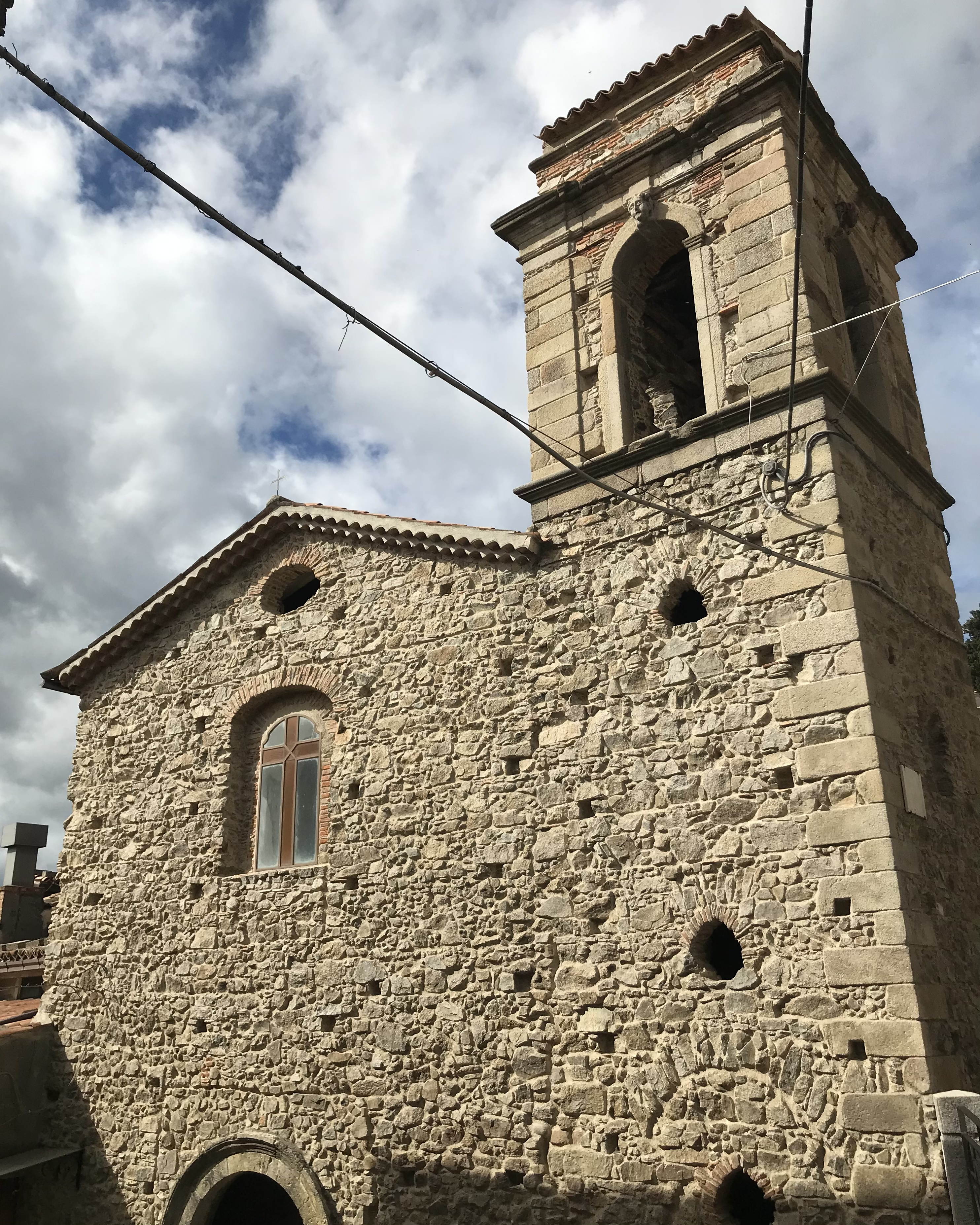
La chiesa dell’Annunziata nel 2020

La chiesetta ha avuto da sempre la sua storia concatenata con la Chiesa madre, e il muro che collegava le due chiese ne era l'emblema più evidente. Non si può parlare della chiesa dell'Annunziata tralasciando la storia della Chiesa madre.
La chiesetta ha subito profondi interventi che ne hanno cambiato l'aspetto, anche se la pianta originaria e il campanile sono rimasti praticamente esenti da tali interventi. Nel 1930 la demolizione del muro che la collegava con la Chiesa madre è stato il più importante. La facciata e il campanile vennero restaurati negli anni '70 in concomitanza con i lavori di restauro per gli stessi elementi della Chiesa madre, mentre sono rimansti immutati gli interni barocchi.
Dopo il restauro fu chiusa al pubblico. Aperta negli ultimi anni solo per asportare e far restaurare il coro ligneo barocco da un'équipe di restauratori dell'Università di Pisa, la chiesa anche dopo il restauro del coro ligneo continua a rimanere chiusa e non è programmata una sua imminente riapertura al pubblico. La chiesa si raggiunge percorrendo le scale che dalla piazza antistante la Chiesa madre di Santa Maria delle Grazie porta all'abbazia Florense